# 腹裂
腹裂（Gastroschisis）又稱為裂腹畸形或腹裂畸形。它是一种先天性障碍，胎儿的肠子会通过肚脐旁边的一个孔突出腹部。孔洞的大小不一，胃、肝臟等其他器官也可能突出婴儿体外。并发症包括可能發生喂养问题、早產、小腸閉鎖和宫内生长受限 。
病因通常不明 。母亲吸烟、母亲喝酒或母亲年龄在 20 岁以下，有以上危險因子的婴儿發病率較高 。孕期间的超聲波检查可以提早诊断。出生时的身體檢查也可以確認诊断。它与臍膨出不同，因为突出的肠道上没有膜覆盖。
腹裂主要以手术治疗。通常在出生后不久進行。缺损较大的患者，先用特殊材料覆盖暴露的器官，之后再慢慢移回腹部。每 10,000 名新生儿中，约有 4 人患病。腹裂的发生率似乎逐年上升。